# Libythea howarthi
Libythea howarthi är en fjärilsart som beskrevs av Petersen 1968. Libythea howarthi ingår i släktet Libythea och familjen praktfjärilar. Inga underarter finns listade i Catalogue of Life.